# バブル経済
バブル経済（バブルけいざい、Economic bubble）とは、概ね不動産や株式をはじめとした時価資産価格が、投機によって経済成長以上のペースで高騰して実体経済から大幅にかけ離れ、それ以上は投機によっても支えきれなくなるまでの経済状態を指す。多くの場合は信用膨張を伴っており、投機が停止すると一転して信用収縮に陥る。

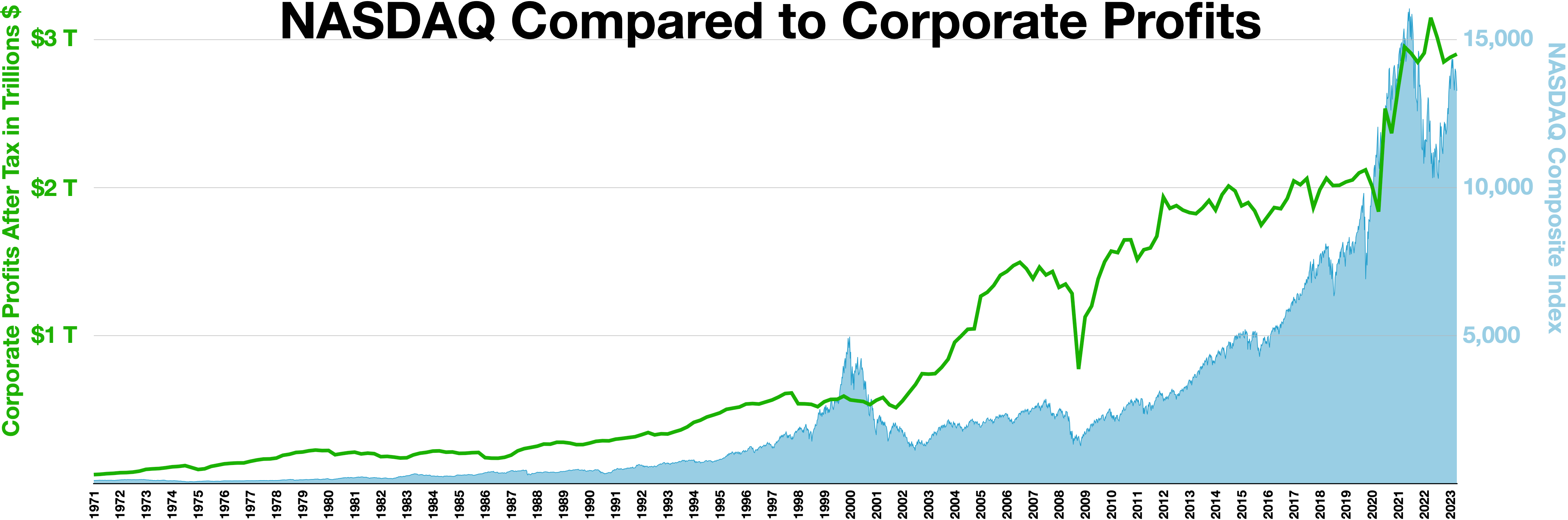
ナスダック総合指数と企業利益の比較（1971年-2023年）。
世界金融危機で有名なリーマンショックは2008年。

経済学の定義では、バブルとは「ファンダメンタルズ価格（理論価格）から離れた資産価格の動き」とされている。
なお、バブルは英語の「泡、あぶく」に由来する｡

## 概要

### バブルの発生から崩壊までの流れ
土地や住宅、株式など、定価が定まっていない時価資産は、取引のたびに刻々と約定価格を変化させる。時価会計においては、時価資産の資産価値は直近の約定価格に時価資産総量をかけ合わせたものであり、市場における取引価格の変化が会計上、社会全体の時価資産総額を大きく変動させる。
ある資産に対する消費需要が増加し、供給が逼迫する局面においては、資産の買い手数が売り手数を上回り、資産価格が上昇する。資産価格が上昇する局面においては、資産転売による売買益（キャピタル・ゲイン）を求める投資家・金融機関による資産への投資が行われるため、さらに資産価格が上昇する。資産価格の上昇を見越した消費者による駆け込み需要が消費需要を一段と増加させ、時価資産増加による帳簿上の資産増加を要因として、消費に前向きになった消費者による消費需要の増加、投資家による投資需要の増加が発生し、連鎖的に資産価格が上昇するという、資産のインフレスパイラルが生まれる。この時期がバブルである。
一方、資産価格が消費者の購買力を著しく上回った時、もしくは市場における資産供給量が消費者の実需を著しく上回った時、資産の買い手数が売り手数を下回り、資産価格が下落を始める。投資家・金融機関は売買損失（キャピタル・ロス）を避けるためいっせいに資産を売却し、資産価格が暴落する。時価資産暴落による会計上の国民資産急減とさらなる資産価格下落を期待した消費者による買い控えにより、資産需要は急減し、資産デフレ状態に陥る。これがバブル崩壊である。
バブルの崩壊は、不良債権問題の発生を伴う。これは、バブル経済期に時価資産の高騰で膨張した法人金融資産に対して査定が行われ、それを基に返済不可能な融資が行われるからである。バブル崩壊で資産価格が下落すると、残された負債の返済による貸借対照表の調整は投資の停滞をもたらす。こうしてバブル経済が実体経済へ好影響を与えていたのと同じく、バブル崩壊は実体経済に大きな打撃を与えることになる。米国発の世界恐慌や、1991年（平成3年）3月以降の日本の失われた20年はその典型である。

### 投資家の行動とバブルの相関性
投資による利益は、債券購入や融資を行うことで得られる金利収入、すなわち配当益（インカム・ゲイン）と、土地や株や絵画を売買して得られる売買益（キャピタル・ゲイン）に大別できる。資産バブルは、このキャピタルゲイン投資によって引き起こされる。債券購入や企業向け融資によって得られる金利収入は、安定して収入を得られる代わりに低利率（ローリスク・ローリターン）で、専業金融家は保有する金融技術を生かしきれない。資本主義社会では、競争イデオロギーのもと、金融家は預金者・出資者からハイリスク・ハイリターンを求められ、バブルを煽る行動に出るのである。
経済学者の松原聡は「バブルが発生する社会は、将来に期待がもてる社会であり、経済成長の余地があると見られる」と指摘している。

### バブル経済であったか否か
「急激な資産価格の上昇=バブル経済」と表現されることもあるが、実体経済に合わせてソフトランディングした資産価格上昇はバブルではない。投機による下支えが不可能となり、バブル崩壊(バブル経済)が起こって、初めて大衆はそれまでの経済がバブル経済であったということが分かる。その意味では「バブルは必ず崩壊する」という表現は、論点先取にすぎない。
ベン・バーナンキは「バブルとは、終わってみないとそれがバブルであったのか、それとも経済のファンダメンタルズを表したものであったのかは解らない」としており、バブルの識別は事実上不可能であるとしている。

## バブルの予防
自由な市場取引ではストックの適正価格はつきつめるところ市場参加者の誰にもわからないため、過剰な期待や失望が群集雪崩を起こし、バブルや恐慌を発生させる。厚生経済においては拡張期には主に物価の高騰、収縮期（恐慌期）には消費や投資の停滞、失業の拡大が問題となる。物価や賃金の統制、経済計画の採用は恐慌の発生を未然に防ぐ有望な手立てであったが、多くの社会主義国に見られるように、長期的な観点では必ずしも経済厚生を高めるものではなかった。
バブルを引き起こさないためには、株式や土地などの価格変動による売買収益をもくろむ投資行動、とくにオルタナティブ投資を制限する、市場の自由な取引形態を制限し行政府や公的機関が取引ルールに関与する、公的年金資金や中央銀行によるアナウンスメントや介入、政策金利や税制による関与などが行われる。近年では機関投資家の自己売買と成功報酬型の報奨制度が過剰なリスクマネーをもたらしていると批判されている。時価会計主義による財務指針を取得原価主義に戻すべきだとの主張もあるが、これにはかえって市場の透明性を削ぐものだとの批判がある。オルタナティブ投資では過剰なレバレッジがストップロスオーダーによる異常な価格変動をもたらしていると批判されている。
行政府や議会による公的関与についても政府の失敗の問題があり、バブルの生起（市場の失敗）を代替するものではない。政策金利や公定歩合はマクロ経済を誘導する強力な政策手段であるが、経済の自然成長率（自然利子率）もまた、市場参加者の誰にも分からないものであり、議会の干渉や当局の誤判断により誘導金利と自然利子率とが長期的に乖離することでバブルや恐慌の原因になることがある。インフレターゲットの議論は人為的な政策金利への干渉をなくせとの主張であるがその有効性が歴史的に立証された段階にはない。
キャリートレードの存在も重要である。先進国は人口の停滞もあり低成長から市中金利が低迷している一方で、新興国ではキャッチアップによる高成長が長く続いており、先進国の低利な短期資金を組み替え長期資金とし（長短スワップ）新興国へ投資するキャリートレードが活発に行われているが、恐慌の発生などで先進国での市中金利が急騰することで新興国への投資資金が引き上げられ（アンワインディング）通貨が急落するなど混乱の原因となっている。アジア通貨基金や国際通貨基金などによる国際支援スキームが形成されているが混乱を予防するものではない。

## 歴史
日本では1986年（昭和61年）12月から1991年（平成3年）2月までのバブル景気（バブル経済期、昭和バブル）が代表的であるが、世界的には金融資産が増えた近代から頻繁に見られている現象である。1970年から世界では130回のバブルが起きている。歴史上有名なバブルは、チューリップ・バブルやミシシッピ計画、南海泡沫事件である。
20世紀のバブル崩壊は、主に政府と中央銀行による金融引き締め政策（金利の引き上げ）がきっかけとなっている。
1971年8月のニクソンショック以後に発生したユーロダラーと呼ばれる過剰流動性（マネー）が世界各地を移動してバブルを引き起こしており、発生と崩壊の頻度が高まっている。
日本では、1974年1月以降の安定成長を経て、1985年9月、プラザ合意がバブル景気の直接の引き金となった。日本経済は空前の好景気を迎え、株式市場も日経平均株価30,000円の大台を超えた。その後の失われた30年は、日本経済への打撃をそのまま示すものであった。94年の中南米におけるバブル、アジア通貨危機と、各地でバブルと不況という語がセットになったものが発生した。その後は、インターネット・バブル（1999年-2000年）、アメリカの住宅・不動産バブル（2003年）、Web 2.0バブル（2005年）、国際商品（石油・穀物等）バブル（2005-2008年）等が発生した。バブル景気は、実体経済の経済成長以上にキャピタルゲイン資産市場が過熱した場合に起きる。

### 年表
- 1637年　対象資産：球根 - オランダでのチューリップ・バブル。
- 17世紀　対象資産：実体貨幣 - 日本の江戸時代の荻原重秀の貨幣改鋳（金銀改鋳）による元禄バブル。
- 1719年　対象資産：株式 - フランスでのミシシッピ計画。
- 1720年　対象資産：株式 - イギリスでの南海会社バブル事件（南海泡沫事件）。「バブル」の語源となった。
- 1840年代　対象資産：株式 - イギリスで鉄道会社の株に投資が殺到した（鉄道狂時代）。
- 1872年（明治5年） - 1879年（明治12年）　対象資産：ウサギ - 日本の軍需の為の食肉毛皮需要によるウサギ飼育ブーム（明治のウサギバブル）。
- 1915年（大正4年） - 1920年（大正9年）　対象資産：株式・不動産・商品（綿糸・生糸・米等） - 日本の株・不動産・商品の上昇（大戦景気、大正バブル）。
- 1920年代後期　対象資産：株式 - アメリカで、第一次世界大戦のためヨーロッパから流入した資金により株投資ブームとなる。暗黒の木曜日の株価大暴落でバブルは崩壊し、世界恐慌の引き金となった（狂騒の20年代を参照）。
- 1930年 - 1931年　対象資産：アンゴラウサギ - アンゴラ兎毛の利用に関心が高まり、海外輸出や国内の兎毛工業発達による需要増加を見込んで価格が高騰した（アンゴラ狂乱）。
- 1950年 - 1953年　対象資産：株式 - 朝鮮特需による日本の株投資ブーム。
- 1972年 - 1973年　対象資産：不動産 - 日本の不動産ブーム（日本列島改造論を参照）。
- 1980年代前期 - 1990年代初期　対象資産：株式・不動産 - 日本の株と不動産の異常な上昇（昭和・平成バブル、バブル景気を参照）。
- 1990年代前期 - 2000年代初期　対象資産：株式 - アメリカを中心に世界中のインターネット・バブル。
- 1992年 - 1994年　メキシコをはじめとする中南米バブル。
- 1993年 - 1997年　東南アジア（特にタイの不動産バブルが中心）バブル。アジア通貨危機で崩壊。
- 2003年 - 2006年　対象資産：不動産 - アメリカや中国をはじめ世界中の不動産バブル。サブプライムローン問題の形で崩壊（中国では土地の国有制から生じたバブルのため[8]、散発的に鬼城化した）。
- 2004年 - 2008年　世界中の原油・石油等の資源バブル（原油先物取引市場に大量に流れ込んだ投機が主な原因、資源バブルによるオイルショック）。
- 2010年 - 現在進行中　対象資産：株式・不動産・半導体 - 世界金融危機後の世界的な金融緩和政策による株と不動産の上昇（2025年現在で金融引き締め政策を行っている国やバブルが崩壊した国もある）。世界的な半導体需要の拡大。
- 2017年 - 2018年　世界中の仮想通貨（暗号資産）バブル。